# هرروس دسوسو
هررس د سوسو دهستانی در استان آبیلای اسپانیا است.
در این دهستان ۲۱۳ نفر زندگی می‌کنند. مساحت این دهستان ۲۱٫۴۸ کیلومتر مربع است